# Колобов Сергій Олександрович
Сергій Олександрович Ко́лобов (нар. 1 грудня 1966, Костопіль, Рівненська область, Українська РСР, СРСР) — український зв'язківець і топ-менеджер.

## Життєпис
- 1988 — закінчив Київське вище військове інженерне училище зв'язку.
- 1988 — начальник відділу космічного зв'язку кафедри радіорелейного, тропосферного та космічного зв'язку Київського вищого військового інженерного училища зв'язку.
- 1993 — науковий консультант Головного управління урядового зв'язку Служби безпеки України.
- 1999 — начальник Державного центру безпеки інформаційних та телекомунікаційних систем Департаменту спеціальних телекомунікаційних систем та захисту інформації СБУ.
- 2005 — заступник начальника департаменту спеціальних телекомунікаційних систем та захисту інформації СБУ.
- 2007 — начальник департаменту захисту інформації в інформаційно-телекомунікаційних системах Державної служби спеціального зв'язку та захисту інформації України.
- 2007 — директор департаменту Служби зовнішньої розвідки України.
- 2007 — член Національної комісії з питань регулювання зв'язку України.
- 2008 — голова Національної комісії з питань регулювання зв'язку України.
- У 2010 — член Національної комісії з питань регулювання зв'язку України
- 2010 — заступник голови Державного комітету Україні з питань науки, інновацій та інформатизації.
- 2011 — директор представництва компанії «Avaya» в Україні, Білорусі, Грузії та Молдові[1].
- 2012 — директор Київської філії «Київстар»[2]